# Hjúga-Kitakata
Hjúga-Kitakata (japonsky 日向北方駅, Hjúga-Kitakata-eki) je neobsazená železniční stanice společnosti JR Kjúšú na trati Ničinan. Zastavují zde osobní i spěšné vlaky.